# 강지백
강지백(1989년 1월 30일 ~ )은 대한민국의 축구 선수이며 포지션은 수비수이다.